# William Buffey
William Buffey, britanski general, * 1899, † 1984.